# Панвитализм
Панвитализм — натурфилософское учение, по которому в природе всюду царит жизнь, все живое. Происходит от более раннего понятия, идущего от древних греков — панпсихизма — учения о всеобщей одушевленности. Все объекты в Мире обладают жизнью и психикой (сознанием), нет ничего мертвого в Природе, все живое — от звезд до атомов. Все в Мире пронизано Мировой Душой (жизненная сила двигатель телесной формы жизни, женский аспект Бога), Мировым духом — волеизъявляющей, познающей и творящей Силой, мужским аспектом Бога. Философское направление, рассматривающее всю материю как одушевленную.